# Some Kind of Wonderful
Some Kind of Wonderful (Brasil: Alguém Muito Especial ) é um filme de drama romântico norte-americano lançado em 1987, dirigido por Howard Deutch e escrito por John Hughes e estrelado por Eric Stoltz, Mary Stuart Masterson, e Lea Thompson.
Hughes não estava pessoalmente feliz com o final de Pretty in Pink (1986); no roteiro e no corte original do filme Andy (Molly Ringwald) acabou com seu melhor amigo Duckie (Jon Cryer). No entanto, as audiências de teste não gostaram e então um novo final foi gravado onde Andy acabou com Blane (Andrew McCarthy). Hughes sempre foi infeliz com esta versão, o que levou a uma desavença com o diretor de Pink, Howard Deutch. Hughes decidiu recontar a história, apenas mudando o sexo dos protagonistas. Hughes nomeou os 3 principais protagonistas como uma homenagem aos pioneiros dos Rolling Stones.
Howard Deutch foi o diretor original. Ele queria Michael J. Fox como protagonista, mas Fox recusou. Deutch deixou o projeto.
Martha Coolidge foi escolhida para dirigir. Hughes queria que Molly Ringwald desempenhasse a personagem Amanda, mas ela recusou a fim de buscar mais papéis adultos. Hughes levou para o lado pessoal e isso levou ao fim de sua relação de trabalho.[carece de fontes?] Lea Thompson também recusou o papel. O papel foi dado a Kim Delaney.
Coolidge escalou Eric Stoltz como Keith, Mary Stuart Masterson como Watts e Kyle MacLachlan como Hardy Jenns.
Pretty in Pink foi lançado e se tornou um grande sucesso. Hughes demitiu Delaney, MacLachlan e a diretora Coolidge e contratou Deutch para dirigir.
Lea Thompson foi novamente convidada para o papel de Jones novamente; a essa altura, Thompson estrelou Howard the Duck, e ela concordou em fazer o papel.
O filme foi filmado em Los Angeles no verão de 1986. Os locais incluem a San Pedro High School, o Hancock Park e o Hollywood Bowl.

## Sinopse
Keith Nelson (Eric Stoltz) é um jovem atraído pela garota mais popular do colégio, Amanda Jones (Lea Thompson) e que namora o rico Hardy Jenns (Craig Sheffer). Na tentativa de conquistar Amanda, Keith pede ajuda a Watts (Mary Stuart Masterson), que é apaixonada por ele.

## Elenco
- Eric Stoltz como Keith Nelson
- Mary Stuart Masterson como Watts
- Lea Thompson como Amanda Jones
- Craig Sheffer como Hardy Jenns
- John Ashton como Cliff Nelson
- Elias Koteas como Duncan
- Molly Hagan como Shayne
- Maddie Corman como Laura Nelson
- Jane Elliot como Carol Nelson
- Candace Cameron como Cindy Nelson
- Chynna Phillips como Mia
- Scott Coffey como Ray
- Carmine Caridi como guarda do museu
- Lee Garlington como instrutora de ginástica
- Pamela Anderson como convidada na festa

## Recepção
Rotten Tomatoes dá ao filme uma avaliação crítica de 81% com base em 36 comentários. Roger Ebert do Chicago Sun-Times elogiou o filme. Janet Maslin do The New York Times afirmou que Some Kind of Wonderful é a "versão melhorada e reciclada da história de Pretty in Pink". Richard Schickel do Time, no entanto, criticou o filme por ser irrealista. A performance de Masterson foi elogiada por vários críticos.

## Prêmios e indicações

### Prêmios
Young Artist Awards
- Melhor atriz em filme dramático: Lea Thompson (1987)